# 益阳市第一中学
益阳市第一中学（英語：No.1 Middle School Yiyang City）位于湖南省益阳市赫山区康富北路，为益阳市公立学校，湖南省示范性中学之一。

## 历史
- 益阳市一中1906年由挪威人创办，是湘南地区最早的一所完全中学。
- 1904年，挪威牧师袁道明在五马坊购买一幢公馆，稍加修改成教堂，成立会堂，后来称为总堂，同年开始修建五马坊牧师楼。以后陆续建女子圣经学校及其他附属房屋等。教堂成为益阳信义会的策源地与活动中心。
- 1906年，湘中信义会挪威差会，在益阳县城对河桃花仑狮子山购地，创办“信义中学堂”，开始建筑校舍。
- 1907年秋，校舍基本建成，招生开学。第一任校长为挪威籍牧师赫资伯，副校长为华人陈家珍，学堂为旧制中学，修业期限四年。
- 1926年，湖南农民运动兴起，外籍宣教士纷纷离去，信义中学堂被迫停办。
- 1936年秋，改名为“湖南私立信义中学”为湘北地区最早的一所完全中学。
- 1938年，日寇犯湘，长沙大火，十二月学校被迫迁往安化东坪，继续办学。
- 1943年11月22日，日寇飞机轰炸益阳城区，死伤170余人，校长率20余人会同信义医院人员赴城救护。
- 1949年8月3日，益阳解放。8月15日，益阳县人民政府成立。学校“维持现状，逐步改造”。
- 1952年9月，“信义中学”正式由人民政府接收，改名“益阳市第一中学”。

## 学校文化

### 校风
勤谨，求实，团结，进取

### 学校精神
严、精、活、实

## 著名校友
- 曾士峨，中国工农红军第一师师长兼政委。[1]
- 周扬，中华人民共和国文化部前副部长、中国科学院院士。[1]
- 何伟，中华人民共和国教育部部长。[1]
- 何凤山，国际和平人士。[1]
- 李岳生，前中山大学校长。[1]
- 李进才，前武汉大学副校长、现江汉大学校长。[1]
- 林凡，中国工笔画学会名誉会长、画家。[1]
- 谢冰莹，作家。[1]
- 莫应丰，作家。[1]
- 张孝蹇，中国工程院院士。[1]
- 潘自强，中国工程院院士。[1]
- 何曼德，中央研究院院士。[1]
- 雷佳，中国人民解放军文工团歌唱家。[1]